# Scipione Ammirato
Pour les articles homonymes, voir Ammirato.
Scipione Ammirato (7 octobre 1531 - 11 janvier 1601) est un historien italien né à Lecce, dans le royaume de Naples.

## Biographie
Ammirato est né à Lecce le 7 octobre 1531 d’une famille noble d’origine toscane. Son père, qui voulait qu’il fît des études juridiques, l’envoya étudier le droit à Naples, mais la préférence de Scipione pour la littérature l’empêcha de faire la carrière désirée par son père. Il part faire ses études de droit à Naples, Rome et Padoue avant de partir à Venise et devenir le secrétaire d’Alessandro Contarini.
Entré au service de l’Église, Scipione Ammirato séjourna un certain temps à Venise, puis il s’engagea au service du pape Pie IV. En 1569, il partit pour Florence, où il réussit à s’assurer le soutien du duc Cosme Ier de Médicis. Ce mécène lui permit de s'installer au palais Médicis et à la Villa La Topaia, à la condition qu’il y écrivît ses Histoires florentines (Istorie Florentine), qui sont aujourd’hui son œuvre la plus connue.
En 1595, il devint chanoine à la cathédrale de Florence. Il mourut en 1601.

## Principales œuvres

### Discours sur Tacite

C. Corn. Tacitus et in eum M.Z. Boxhornii, etc. H. Grotii observationes, Venetiis, apud Nicolaum Pezzana, 1672

Voulant rivaliser avec Machiavel, Ammirato publia, en 1594, à Florence, ses Discours sur Tacite. Il osait faire ce que Machiavel avait déjà fait sur Tite-Live. Tacite, plus que tout autre historien, avait fixé son attention ; Tacite, dont les Annales, disait-il, se rapprochaient davantage des mours et de l’esprit du siècle où il entreprenait de le commenter. Il espérait expliquer cet épouvantable tableau de vices et de crimes, d’esclavage et de despotisme, qu’un si grand peintre avait légué à la postérité. Ammirato voulait en faire jaillir les lumières assez vives pour éclairer ses concitoyens ; semblable à ces médecins qui vont chercher jusque dans la vipère des moyens de guérison.
Ce n’est qu’à l’âge de soixante-trois ans qu’Ammirato a terminé ses discours. Les maximes qu’il y professe sont en général moins hardies que celles de Paolo Paruta, et plus morales que politiques ; quelquefois même, par son érudition et les nombreuses autorités qu’il cite, il fatigue, il arrête ses lecteurs. Malgré ces défauts, il peut nous aider, même depuis que nous avons Thomas Gordon et d’autres guides plus modernes, à suivre Tacite dans les sentiers ténébreux de l’histoire des empereurs. Aussi, son ouvrage eut-il un grand succès lors de sa publication, et les éditions nombreuses qu’on en a faites prouvent non seulement le talent de l’auteur, mais encore le goût des Italiens pour les études politiques.
Ammirato, dont les raisonnements sont sensés et les maximes saines, est souvent opposé à Machiavel qu’il censure en divers endroits, et qu’il désigne, tantôt par l’autor de discorsi tantôt par alcuno, et quelquefois par altri, sans jamais nommer Machiavel, comme s’il craignait de souiller ses écrits en prononçant un nom diffamé ; mais il outre quelquefois le sentiment du secrétaire de la république de Florence, pour le combattre avec plus d’avantage ; et d’autres fois il ne paraît pas avoir saisi l’esprit ni l’intention de l’Écrivain qu’il réfute ; de forte que sa critique tombe souvent à faux, ce qui est arrivé encore à d’autres anti-machiavélistes. Du reste il mêle les exemples modernes aux anciens, afin, dit-il dans un de ses Discours, que chacun voie que la vérité des choses n’est point altérée par la diversité des temps. Amelot de la Houssaye, qui avait bien étudié Tacite, regarde le commentaire d’Ammirato comme un des meilleurs qui aient été faits sur cet Historien politique.
Jean Baudoin joignit à sa traduction de Tacite, accompagnée de notes, une traduction de Scipione Ammirato. Laurent Melliet, Sieur de Montesluy, nous a donné une traduction, ou plutôt une paraphrase de l’ouvrage d’Ammirato, sous le titre de Discours Politiques & Militaires sur Corneille Tacite, dont il y a eu deux éditions in-4 en 1619 et 1633. Cette dernière est dédiée à Louis XIII Roi de France.

### Autres œuvres
Les Discours sur Tacite ne sont point le seul ouvrage de ce genre, composé par Ammirato ; il a laissé encore des discours, des parallèles, des portraits politiques, et quoique la plupart ne soient qu’ébauchés, on aperçoit çà et là des observations judicieuses. On voit, parmi ses portraits, des rois, des papes, des guerriers, des savants. Ses parallèles auraient été plus ingénieux si comparant, ainsi que Plutarque, des peuples et des princes modernes à des peuples et des princes anciens, il avait décrit non seulement les actions, mais aussi les qualités morales.
Parmi ses opuscules on doit faire plus d’attention aux discours, et surtout à ceux ou l’auteur examine quelques-unes des opinions de Machiavel. Il aurait voulu justifier la cour de Rome de plusieurs reproches que ce politique venait de lui adresser sur la faiblesse et la division de l’Italie. Ammirato, après avoir tenté de prouver que cette division funeste n’avait point été occasionnée par le Saint Siège, en cherche ailleurs la principale cause, et croit la trouver dans cette même vertu qui jadis avait réuni et fortifié cette contrée. C’est, disait-il, la valeur des Romains qui, après bien du temps et des travaux, a forcé toutes les parties de l’Italie de s’associer en un seul corps politique ; et c’est aujourd’hui la valeur des Italiens, ou même leur sagesse, qui s’oppose à cette réunion que les habitudes, les intérêts différents de tant d’états, rendent déjà si difficile. Il cite, à cette occasion, l’exemple des Étrusques et des Grecs, parmi les anciens ; des Toscans et des Suisses, parmi les modernes. Tout autre projet, au moins pour son temps, lui paraît impossible ou dangereux. « Ne sait-on pas, dit-il, que sans un miracle de Dieu, cette réunion de l’Italie commencerait par l’inonder de sang et la couvrir de cendres ? Pouvons-nous désirer ce désastre, afin qu’un jour, sons je ne sais quel prince, nos derniers neveux recueillent les fruits incertains d’une associations mal assortie ? » Il est vrai qu’elle présentait un grand nombre de difficultés ; mais le devoir d’Ammirato était de rechercher qui les avait entretenues, et même augmentées ; c’est ce qu’il n’entreprend point. Il aime mieux, dans ses VI et VII discours, faire l’apologie de la cour de Rome, et surtout des moyens qu’elle avait mis en œuvre pour acquérir ou conquérir. On voit, à chaque pas, un théologien dévoué à cette cour ; mais qui ne cesse pas cependant d’être un habile politique, et se montra supérieur à tous ceux qui avaient défendu la même cause.
Des questions qui offrent plus d’intérêt sont agitées dans les discours suivants ; il y traite, par exemple, des tentatives politiques, de la rapidité des opérations, des diversions militaires, des lieux, des soldats les plus propres à la guerre, des retraites, etc.

## Œuvres traduites en français
- Discours politiques sur les œuvres de C. Cornelius Tacitus, tirez de l’italien de Scipion Amirato, par Jean Baudoin, in : Tacite, Les œuvres...de nouveau traduites en françois et illustrées d’annotations, où il est traicté généralement de la religion, des magistrats, de la milice, des monnoyes et des bastimens des anciens Romains. Avec des Discours politiques tirez des principales maximes de l’autheur, par J. Baudoin. – Paris ; J. Richer. 1619.– 3 parties en 1 vol. in-8. La 2e partie a un titre particulier, qui porte : "Discours politiques sur les Œuvres de Cornelius Tacitus, tirez de l’italien de Scipion Amirato par Baudoin", et la date 1618.
- Discours politiques et militaires, sur Corneille Tacite, etc. Contenant les Fleurs des plus belles Histoires du Monde... Traduits, paraphrasez, et augmentez par Laurent Melliet, sieur de Montessuy. – Lyon : Claude Morillon, 1619. – In-4, 925-I p. La date au frontispice est : 1618.